# Carl Leopold Hollitzer

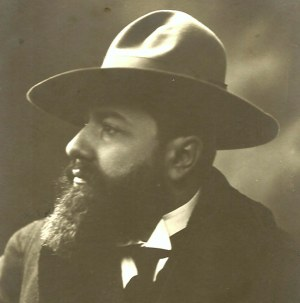
Carl Hollitzer Fotoausschnitt von ca. 1908

Carl Leopold Hollitzer (* 11. März 1874 in Bad Deutsch-Altenburg (Niederösterreich); † 1. Dezember 1942 in Rekawinkel) war ein österreichischer Maler, Karikaturist, Sänger und Kabarettist.

## Leben
Hollitzer wuchs als Sohn einer Bauunternehmerfamilie in Deutsch-Altenburg auf. Sein Vater Karl Hollitzer (1831–1917) war von 1876 bis 1884 gewählter Bürgermeister von Bad Deutsch-Altenburg. Als Steinbruchbesitzer hatte er durch Aufträge im Zusammenhang mit der Donauregulierung ein Millionenvermögen erworben.
Hollitzer heiratete in Wien-Rossau am 24. Oktober 1895 die Kaufmannstochter Olga Josefine Emilie Scholz (* 1873 † nach 1917). Mit ihr hatte er eine Tochter: Elisabeth („Lilly“) Leonore Hollitzer-Dillenz (* 1896 † 1964) wurde Schauspielerin und Pilotin. Nach seiner Scheidung von Olga 1902 heiratete er 1907 die Tänzerin und Sängerin Gertrude Barrison (1880–1946), eine der fünf Barrison Sisters. Von ihr trennte er sich 1910.
Der junge Carl Leopold studierte an der Akademie der bildenden Künste Wien. Ab 1906 wirkte er als Sänger in den ersten Wiener Kabarett-Bühnen mit, dem Kabarett Nachtlicht sowie im Cabaret Fledermaus. Mit seiner zweiten Frau, Gertrude Barrison, trat er auch gemeinsam in den Kabaretts auf.

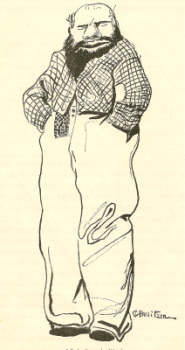
Selbstporträt von Carl Hollitzer

Er gründete die Künstlervereinigung „Jungbund“ und wirkte auch als deren Präsident. Später gehörte er dem Künstlerhaus Wien an.
Während des Ersten Weltkriegs war Hollitzer als Kriegsmaler Mitglied der Kunstgruppe im k.u.k. Kriegspressequartier (KPQ). Der Zeichner und Illustrator Ludwig Hesshaimer verfasste über seine Zeit im KPQ eine autobiografische Schilderung seiner Tätigkeit als Kriegsmaler. Dabei beschreibt er seine Künstlerkollegen durchwegs als produktiv und fleißig, nur einen nicht: Carl Leopold Hollitzer, dieser wäre ein „wohlhabender Bohemien“, aber „faul und boshaft“ gewesen. „Am liebsten saß er in Kabaretts, wo er Landsknechtslieder sang, oder in Kaffeehäusern, wo er auf Papierservietten und Bierdeckeln seine Umgebung in bissiger Weise karikierte.“ Über den Arbeitseifer Hesshaimers und anderer witzelte hingegen Hollitzer, so soll er bei einem Mittagessen nach Hesshaimer gefragt worden sein, darauf erwiderte er: „Ja, der muss noch schnell vor der Suppe ein Blatt zeichnen, sonst schmeckt sie ihm nicht.“  Hesshaimers Zeichnungen aus dem Krieg gehen mitunter ins karikaturhafte, wenn diese auch bei weitem nicht den bissigen Charakter der Arbeiten Hollitzers aufweisen.
Hollitzer karikierte viele berühmte Persönlichkeiten, darunter Gustav Klimt,  Karl Kraus, Hermann Bahr, Egon Friedell und Peter Altenberg, wobei die beiden letztgenannten zu seinem engeren Freundeskreis zählten, ebenso der Maler Alexander Pock. Viele Originale seiner Werke befinden sich heute in der Wiener Albertina. Viele verlorengeglaubte und unveröffentlichte Werke sind im Privatbesitz einer Wiener Sammlerin, darunter befinden sich Skizzen aus seiner Zeit in der American Bar (Loos Bar) und der Fledermaus Bar in Wien, Karikaturen und sogar einige seiner Lieder. Die letzte größere Ausstellung fand 2001 in der Galerie Belvedere statt, wo Hollitzers Karikaturen gemeinsam mit Werken von Oskar Laske ausgestellt wurden.
Bekannt war er auch für sein Faible für Militärgeschichte. Im Laufe seines Lebens legte er eine der größten Waffen- und Uniformensammlungen Europas an sowie eine große Sammlung an Werken der bildenden Kunst mit militärhistorischen Sujets. Diese umfangreiche Sammlung ließ er im Jahr 1934 versteigern, wobei das Österreichische Heeresmuseum (heute Heeresgeschichtliches Museum) in Wien wesentliche Teile davon erwarb.
Hollitzer starb am 1. Dezember 1942 im Sanatorium Rekawinkel, Niederösterreich. Auf dem Friedhof Deutsch-Altenburg wurde er in der Familiengruft Hollitzer-Dillenz-Erhard bestattet.
1956 wurde die Hollitzergasse in Wien-Favoriten nach ihm benannt.